# 中欧领导人会晤
中欧领导人会晤是中华人民共和国与欧洲联盟领导人定期会晤的机制，始于1998年，每年举行一次，由中国国务院总理与欧洲理事会主席和欧盟委员会主席共同主持。会晤旨在建立双方面向21世纪的长期稳定的建设性伙伴关系。
1998年1月，欧盟倡议在举行第二届亚欧会议期间举行中欧领导人会晤。当年4月2日，首次中欧领导人会晤在伦敦举行，并发表了《中国—欧盟联合声明》。声明指出：“双方一致认为，在世界形势发生重大而深刻变化的情况下，中国和欧盟进一步加强对话与合作不仅符合双方的根本利益，也有利于世界的和平、稳定与发展”。参加这次会晤的有时任中国国务院总理朱镕基、欧盟轮值主席国英国的首相布莱尔和欧盟委员会主席雅克·桑特。

## 历次会晤
| 次数 | 年份   | 中国代表         | 欧盟轮值主席国代表            | 欧盟委员会代表                   | 地点                     |
| ---- | ------ | ---------------- | ----------------------------- | -------------------------------- | ------------------------ |
| 1    | 1998年 | 国务院总理朱镕基 | 英国首相布莱尔                | 主席雅克·桑特                    | 英国伦敦                 |
| 2    | 1999年 | 国务院总理朱镕基 | 芬兰总理帕沃·利波宁           | 主席罗马诺·普罗迪                | 中国北京市               |
| 3    | 2000年 | 国务院总理朱镕基 | 法国总统希拉克                | 主席罗马诺·普罗迪                | 中国北京市               |
| 4    | 2001年 | 国务院总理朱镕基 | 比利时首相伏思达              | 主席罗马诺·普罗迪                | 比利时布鲁塞尔           |
| 5    | 2002年 | 国务院总理朱镕基 | 丹麦首相安诺斯·福格·拉斯穆森  | 主席罗马诺·普罗迪                | 丹麦哥本哈根             |
| 6    | 2003年 | 国务院总理温家宝 | 意大利总理贝卢斯科尼          | 主席罗马诺·普罗迪、哈维尔·索拉纳 | 中国北京市               |
| 7    | 2004年 | 国务院总理温家宝 | 荷兰首相揚·彼得·巴爾克嫩德    | 主席若泽·曼努埃尔·巴罗佐         | 荷兰海牙                 |
| 8    | 2005年 | 国务院总理温家宝 | 英国首相布莱尔                | 主席若泽·曼努埃尔·巴罗佐         | 中国北京市               |
| 9    | 2006年 | 国务院总理温家宝 | 芬兰总理马蒂·万哈宁           | 主席若泽·曼努埃尔·巴罗佐         | 芬兰赫尔辛基             |
| 10   | 2007年 | 国务院总理温家宝 | 葡萄牙总理若泽·苏格拉底       | 主席若泽·曼努埃尔·巴罗佐         | 中国北京市               |
| 11   | 2009年 | 国务院总理温家宝 | 捷克总统瓦茨拉夫·克劳斯       | 主席若泽·曼努埃尔·巴罗佐         | 捷克布拉格               |
| 12   | 2009年 | 国务院总理温家宝 | 瑞典首相弗雷德里克·赖因费尔特 | 主席若泽·曼努埃尔·巴罗佐         | 中国南京市               |
| 次数 | 年份   | 中国代表         | 欧洲理事会代表                | 欧盟委员会代表                   | 地点                     |
| 13   | 2010年 | 国务院总理温家宝 | 主席范龙佩                    | 主席若泽·曼努埃尔·巴罗佐         | 比利时布鲁塞尔           |
| 14   | 2012年 | 国务院总理温家宝 | 主席范龙佩                    | 主席若泽·曼努埃尔·巴罗佐         | 中国北京市               |
| 15   | 2012年 | 国务院总理温家宝 | 主席范龙佩                    | 主席若泽·曼努埃尔·巴罗佐         | 比利时布鲁塞尔           |
| 16   | 2013年 | 国务院总理李克强 | 主席范龙佩                    | 主席若泽·曼努埃尔·巴罗佐         | 中国北京市               |
| 17   | 2015年 | 国务院总理李克强 | 主席图斯克                    | 主席让-克洛德·容克               | 比利时布鲁塞尔           |
| 18   | 2016年 | 国务院总理李克强 | 主席图斯克                    | 主席让-克洛德·容克               | 中国北京市               |
| 19   | 2017年 | 国务院总理李克强 | 主席图斯克                    | 主席让-克洛德·容克               | 比利时布鲁塞尔           |
| 20   | 2018年 | 国务院总理李克强 | 主席图斯克                    | 主席让-克洛德·容克               | 中国北京市               |
| 21   | 2019年 | 国务院总理李克强 | 主席图斯克                    | 主席让-克洛德·容克               | 比利时布鲁塞尔           |
| 22   | 2020年 | 国务院总理李克强 | 主席夏尔·米歇尔               | 主席乌尔苏拉·冯德莱恩            | 北京-布鲁塞尔 (视频方式) |
| 23   | 2022年 | 国务院总理李克强 | 主席夏尔·米歇尔               | 主席乌尔苏拉·冯德莱恩            | 北京-布鲁塞尔 (视频方式) |
| 24   | 2023年 | 国务院总理李强   | 主席夏尔·米歇尔               | 主席乌尔苏拉·冯德莱恩            | 中国北京市               |
| 25   | 2025年 | 国务院总理李强   | 主席安东尼奥·科斯塔           | 主席乌尔苏拉·冯德莱恩            | 中国北京市               |